# ベンジャミン・シリマン

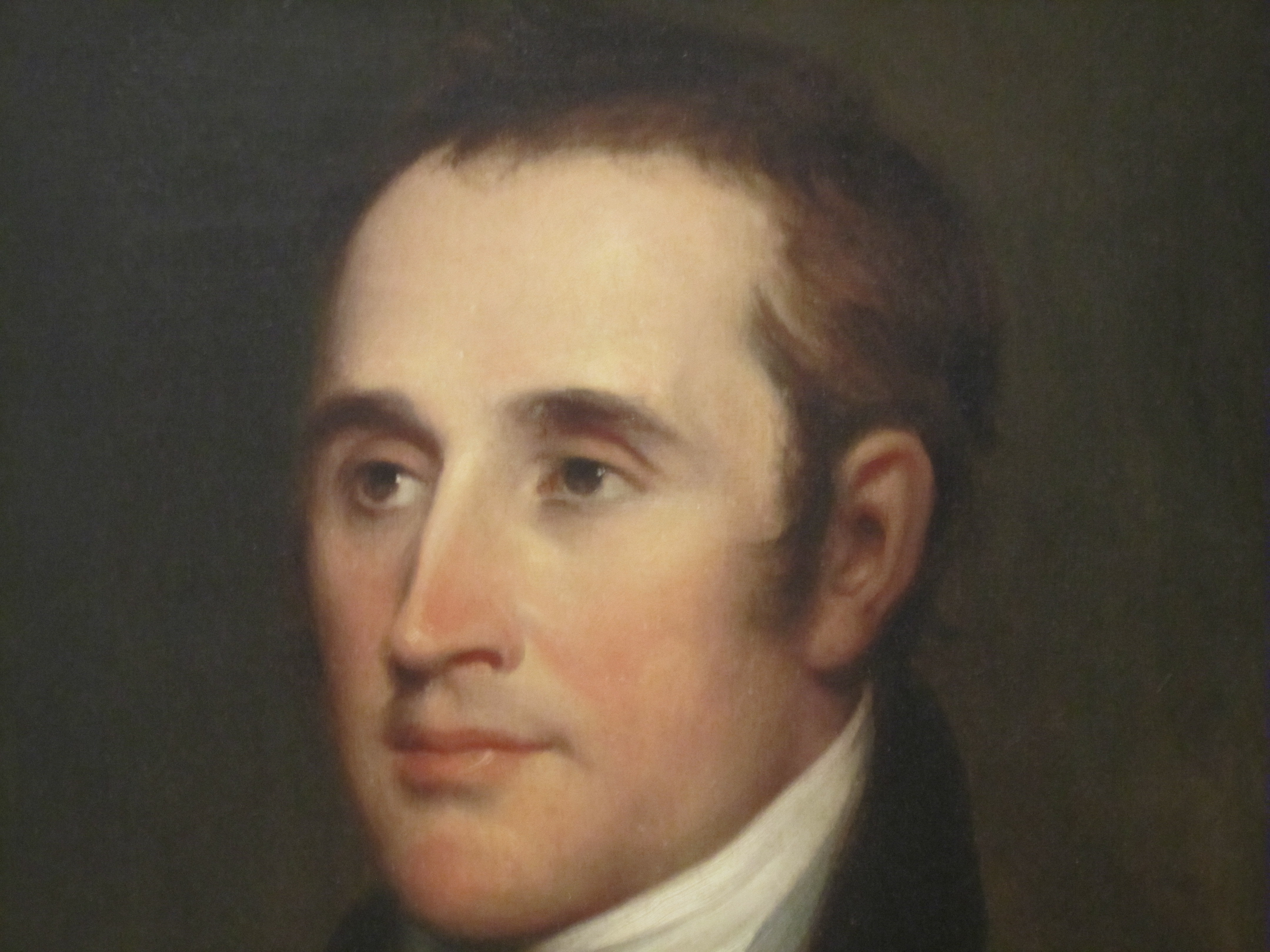
ナショナルポートレートギャラリー（ワシントンD.C.）にあるベンジャミン・シリマンの肖像画

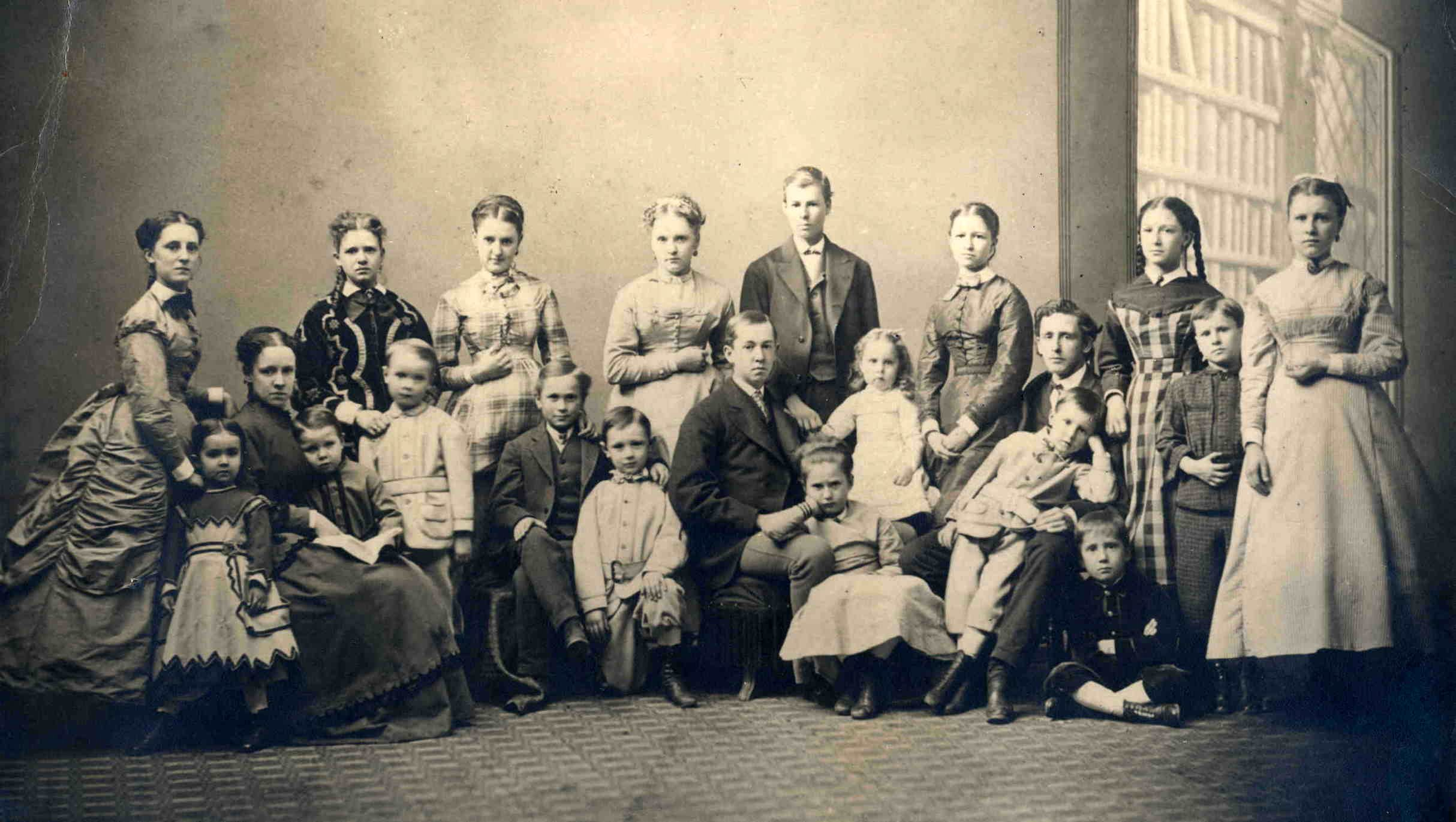
ベンジャミン・シリマンとその拡大家族

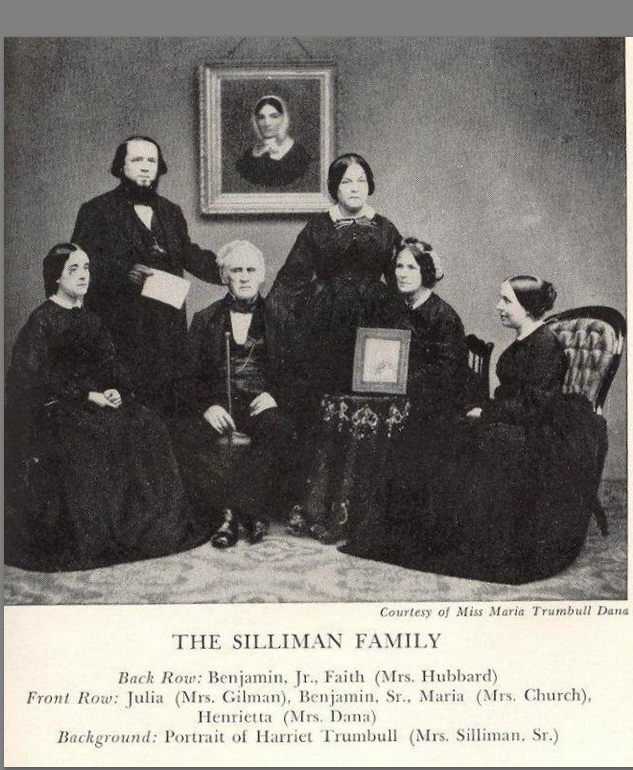
ベンジャミン・シリマンの家族写真。故人であるハリエット・トランブルの肖像が壁に掛けられている

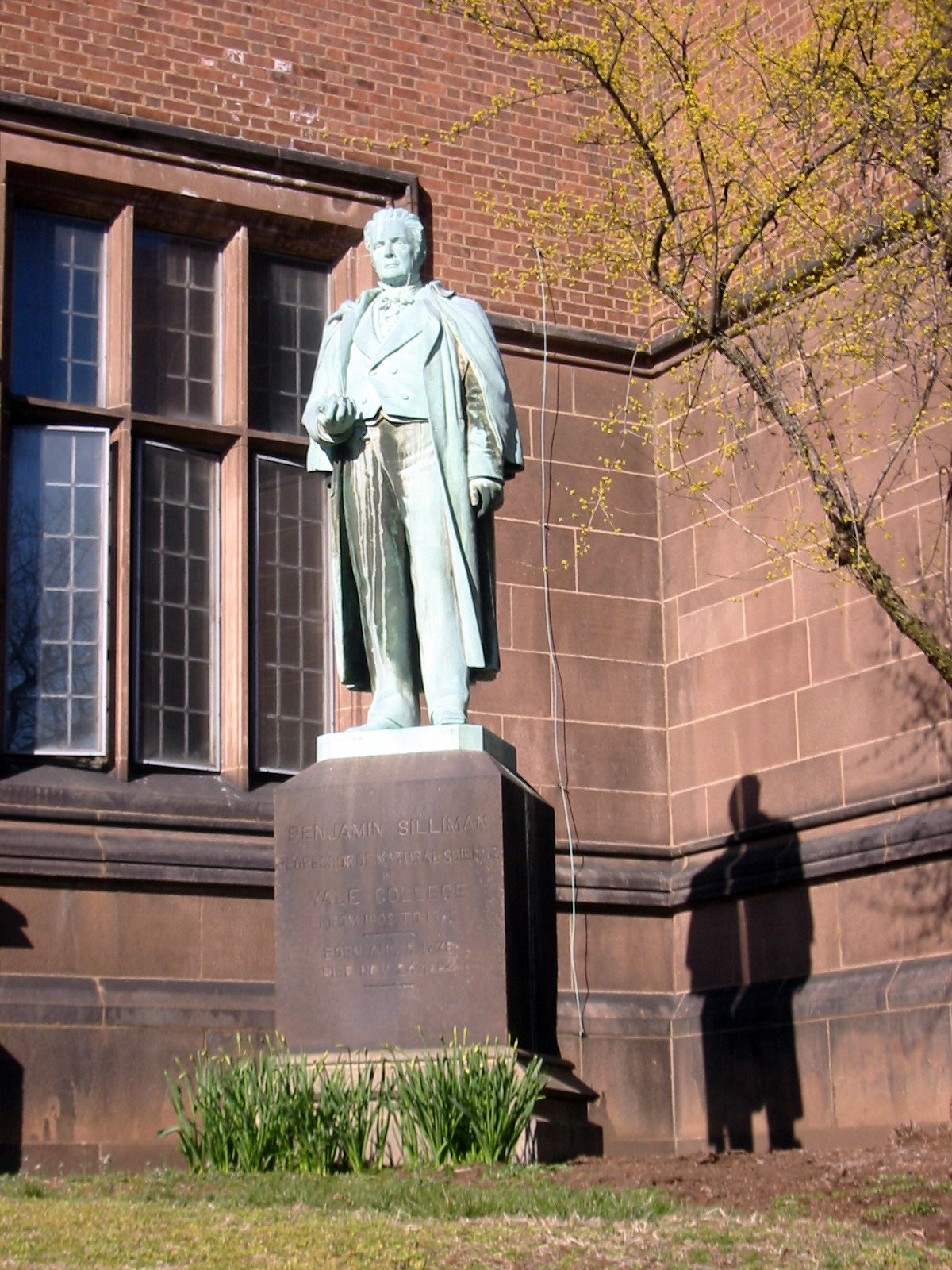
イェール大学にあるベンジャミン・シリマンの銅像

ベンジャミン・シリマン（Benjamin Silliman, 1779年8月8日 - 1864年11月24日）はアメリカ合衆国の化学者、地質学者、鉱物学者、科学教育者。イェール大学の科学分野における初期の教授の一人であり、またアメリカ国内において最初に石油の蒸留精製を行った人物でもある。また、アメリカで最も古くから続いている科学誌である、American Journal of Science（英語版）の創設者である。

## 生い立ち
アメリカ独立戦争のさなか、シリマンはノースストラトフォード（現在のコネチカット州トランブル）の居酒屋にて生まれた。その数か月前に、母親であるメアリー・シリマン（英語版）はイギリス軍によって襲撃されたフェアフィールドから逃げ出している。また、父親でありコネチカット民兵隊の将軍であるゴールド・セレック・シリマン（英語版）は1779年5月にイギリス軍に捕らえられている。

## 教育
イェール大学にて学び、1796年には学士、1799年には修士の学位を取得した。1798年から1799年にかけて、シミオン・ボールドウィン（英語版）の下で法律を学び、1799年から1802年にはイェール大学にて助手を務めている。
当時のイェール大学学長であったティモシー・ドワイトはシリマンに化学及び博物学を学ぶように勧め、それらに関する教授の就任を要請した。シリマンは化学に関する実験を見たことも行ったこともなかったため、フィラデルフィアにあるペンシルベニア大学で化学を学び、1804年にはイェール大学にてシリマンによる化学の講義が行われた。この講義はイェール大学における初めての科学に関する講義である。また、翌年の1805年にはエディンバラに留学している。

## 経歴
ニューヘイブンに戻ってきてからは地質学を学んだ。ウェストン付近に落下した隕石の化学分析を行い、初めてアメリカの隕石に関する科学的な報告をして、あらゆる鉱物の構成元素が判明してきた。
1818年頃、 Ephraim Laneがシリマンの調査のためにトランバルのSaganawampsと呼ばれた場所（現在のオールド・マイン・パークの一部）から岩のサンプルを持ち帰り、その岩には、タングステン、テルル、トパーズ、蛍石の成分が含まれる ことを、彼が創刊したAmerican Journal of Scienceにて報告した。鉱物であるシリマナイト（Sillimanite、珪線石の英語名）は1850年に彼の名にちなんで名付けられた。また、イェール大学医学部創設にも携わり、創設メンバーとして教鞭をとった。
シリマンはアイビーリーグに属する大学が共学化することを早くから支持していた。彼は自らの講義に女性が参加することを認めていたが、イェール大学が共学化するのはその100年後のことである。
シリマンは名誉教授として、1855年まで地質学の講義を続けた。また、シリマンは初めて分留のプロセスを用いた人物であり、1854年には、息子のベンジャミン・シリマン・ジュニア（英語版）が初めて石油の蒸留による分留を行った。

## 家族
シリマンは1809年9月17日にハリエット・トランブルと最初の結婚をする。彼女の父親はコネチカット州議会議員であるジョナサン・トランブル Jr.であり、祖父はアメリカ独立革命の英雄とされていたジョナサン・トランブル Sr.である。シリマンはハリエットとの間に4人の子供を儲けた。その内の一人は、シリマンの助手を務めることになる、ジェームズ・デーナと結婚する。また、息子のベンジャミン・シリマン Jr.は父親と同様に、イェール大学の化学分野の教授を務めた。
また、1851年には化学者であるジョン・マクレラン（英語版）の娘と2度目の結婚をしている。

## その他
シリマンはアメリカの奴隷制度を"巨大な悪"とみなしていた。彼はリベリアの自由黒人による植民地化を支持し、1828年から1835年まで、コネチカット州の植民地協会の役員を務めた。
また、1813年にはAmerican Antiquarian Societyのメンバーに、1815年にはアメリカ芸術科学アカデミーのアソシエイト・フェローに選出された。シリマンはアメリカの科学誌であるAmerican Journal of Scienceを創刊し、アメリカ合衆国議会により米国科学アカデミーの会員に任命された。また、彼はアメリカ科学振興協会の会員でもある。

## シリマンに因んだ名称

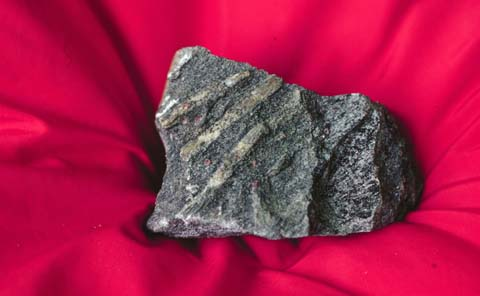
シリマナイト（珪線石）

鉱物の一種であるシリマナイト（Sillimanite、珪線石）はシリマンの名に因んで名付けられたものである。また、イェール大学にはシリマンの名前に因んだ、シリマン・カレッジ（英語版）が存在する。
セコイア国立公園とキングズ・キャニオン国立公園に跨ってそびえる、標高3,412mのシリマン山（英語版）も同様に彼の名から名付けられたものである。